# Go Away White
Go Away White är det femte och sista studioalbumet från det brittiska gothrockbandet Bauhaus, släppt 2008. Albumet är gruppens första med nytt material sedan 1983. Strax efter att albumet släppts meddelade Bauhaus att detta är gruppens sista album och att bandet splittras.

## Låtlista
1. "Too Much 21st Century" 3:53
2. "Adrenalin" 5:39
3. "Undone" 4:46
4. "International Bulletproof Talent" 4:02
5. "Endless Summer of the Damned" 4:44
6. "Saved" 6:27
7. "Mirror Remains" 4:58
8. "Black Stone Heart" 4:32
9. "The Dog's a Vapour" 6:49
10. "Zikir" 3:04

## Medverkande
- Peter Murphy – sång
- Daniel Ash – gitarr
- David J – bas
- Kevin Haskins – trummor